# Pomnik Antonio Manoela de Vilheny
Pomnik Antonio Manoela de Vilheny – wykonany z brązu naturalnej wielkości barokowy posąg Antonio Manoela de Vilheny, Portugalczyka, wielkiego mistrza zakonu św. Jana. Zamówiony w 1734 przez rycerza Felicjana de Savasse, został wyrzeźbiony przez Pietro Paolo Troisiego i odlany przez Aloisio Bouchuta. W 1736 został zainstalowany w forcie Manoel na Malcie, a następnie był wielokrotnie przenoszony: w 1858 na ówczesny Piazza Tesoreria w Valletcie, w 1891 do wejścia do ogrodów „The Mall” we Florianie, a w końcu w 1989 na obecne miejsce na Misraħ Papa Ġwann XXIII we Florianie.

## Historia

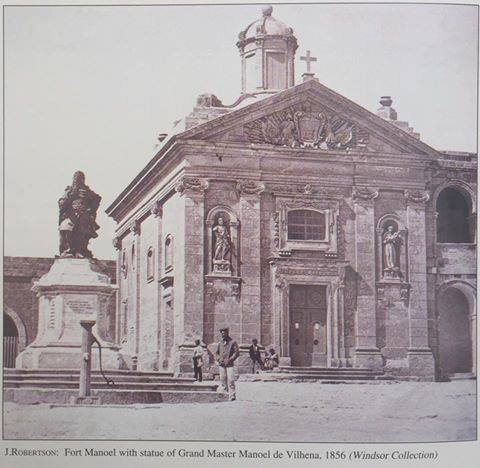
Posąg Vilheny na placu parad fortu Manoel, gdzie stał w latach 1736–1858, na fotografii Jamesa Robertsona z 1856.

Naturalnej wielkości statua wielkiego mistrza Antonio Manoela de Vilheny została zamówiona w 1734 przez Felicjana de Savasse, francuskiego rycerza zakonu św. Jana, który zabiegał o łaskę wielkiego mistrza. Statuę przypisuje się Pietro Paolo Troisiemu, który w uznaniu jego pracy mógł w 1736 zostać mianowany przez Vilhenę zarządcą mennicy. Posąg był wcześniej przypisywany włoskiemu rzeźbiarzowi Massimiliano Soldaniemu Benzi, ale obecnie uważa się to za mało prawdopodobne.
Posąg został odlany z brązu przez Aloisio Bouchuta (znanego również jako Louis Bouchet) w odlewni Zakonu na Malcie. Został umieszczony na placu apelowym (znanym jako Gran Piazza lub Piazza d'Armi) w forcie Manoel w 1736. Jego koszt wyniósł 2159 scudi, 5 tarì i 14 grani, ale Savasse zapłacił Bouchutowi tylko 100 scudi i opuścił wyspę, ponieważ miał trudności finansowe. Bouchut próbował zdobyć należne mu pieniądze na drodze prawnej, ale zarówno Bouchut, jak i Savasse zginęli, zanim sprawa została rozwiązana. W 1775 wdowa po Bouchucie otrzymała ostatecznie 800 scudi jako odszkodowanie, które zostało wypłacone przez Fundację Manoela na polecenie wielkiego mistrza Francisco Ximenesa de Texady.

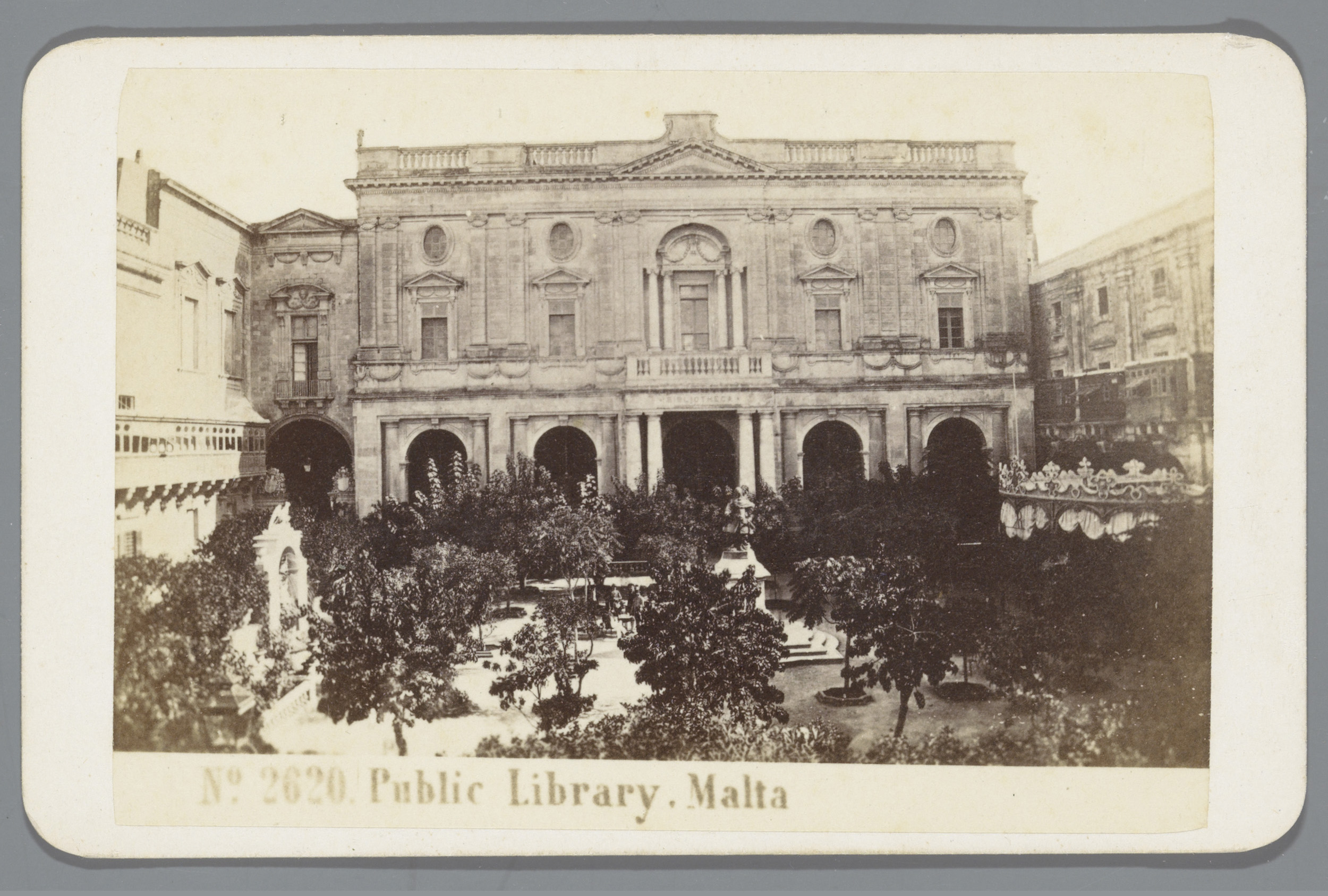
Piazza Tesoreria w Valletcie, gdzie posąg stał od 1858 do 1891 (XIX-wieczne zdjęcie Giorgio Sommer z widocznym w centrum między drzewami posągiem Vilheny)

W 1840 na piazza fortu Manoel wraz ze stojącym tam posągiem Vilheny, wykonano najwcześniejsze znane zdjęcia Malty. Fotografem był francuski artysta Horace Vernet, a zdjęcia zostały zrobione podczas kwarantanny w pobliskim Lazzaretto. Jest udokumentowane, że zdjęcia zostały wykonane w obecności grupy gości, w tym gubernatora Henry’ego Bouverie. Dziś zdjęcia te wydają się być zaginione.
W 1858 posąg został przeniesiony z fortu na ówczesny Piazza Tesoreria przed Bibliotheca w Valletcie. Inicjatorem przeprowadzki był gubernator John Le Marchant, który chciał umieścić posąg w widocznym miejscu publicznym. Podczas przeprowadzki, w podstawie posągu zostały odkryte dwa pamiątkowe medale z brązu.

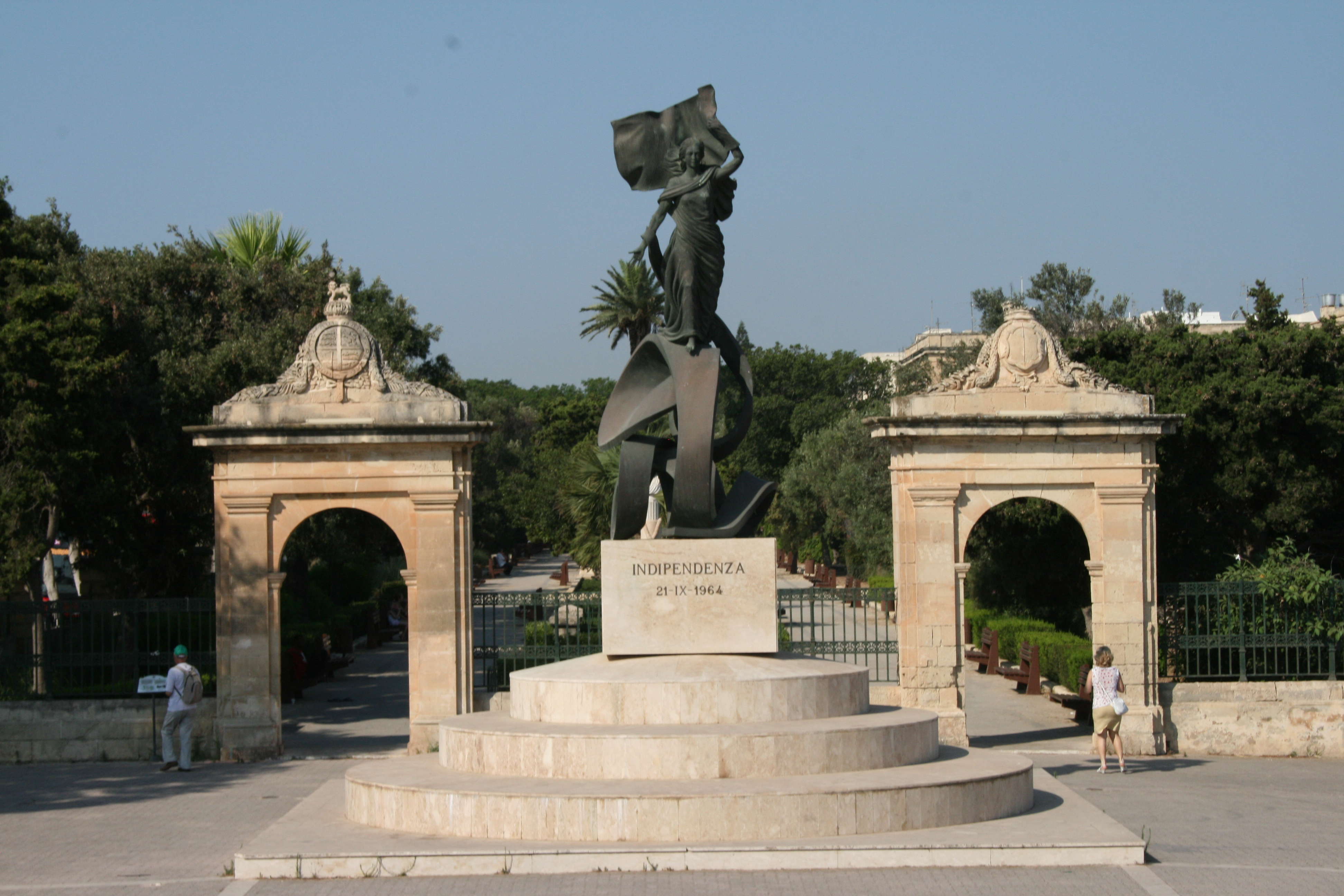
Wejście do ogrodów The Mall we Florianie, gdzie posąg stał od 1891 do 1989 (z wyjątkiem krótkiego okresu podczas II wojny światowej.)

W 1887, aby upamiętnić Złoty Jubileusz królowej Wiktorii postanowiono zastąpić posąg Vilheny na Piazza Tesoreria posągiem monarchini. Został on tam umieszczony w 1891, a wówczas posąg wielkiego mistrza został przeniesiony do wejścia do ogrodów The Mall we Florianie.
Na krótko przed lub w trakcie II wojny światowej posąg został rozebrany i przeniesiony nieco na zewnątrz ogrodu. W 1970 pojawiły się propozycje przeniesienia go z powrotem do pierwotnego miejsca w forcie Manoel, ale plany nie zostały zrealizowane. Pomnik został ponownie przeniesiony w 1989, kiedy w pobliżu wejścia do centrum handlowego ustawiono pomnik upamiętniający 25. rocznicę odzyskania przez Maltę niepodległości. W tym momencie posąg Vilheny został przeniesiony na Misraħ Papa Ġwann XXIII, również we Florianie, gdzie stoi do dziś.

## Opis

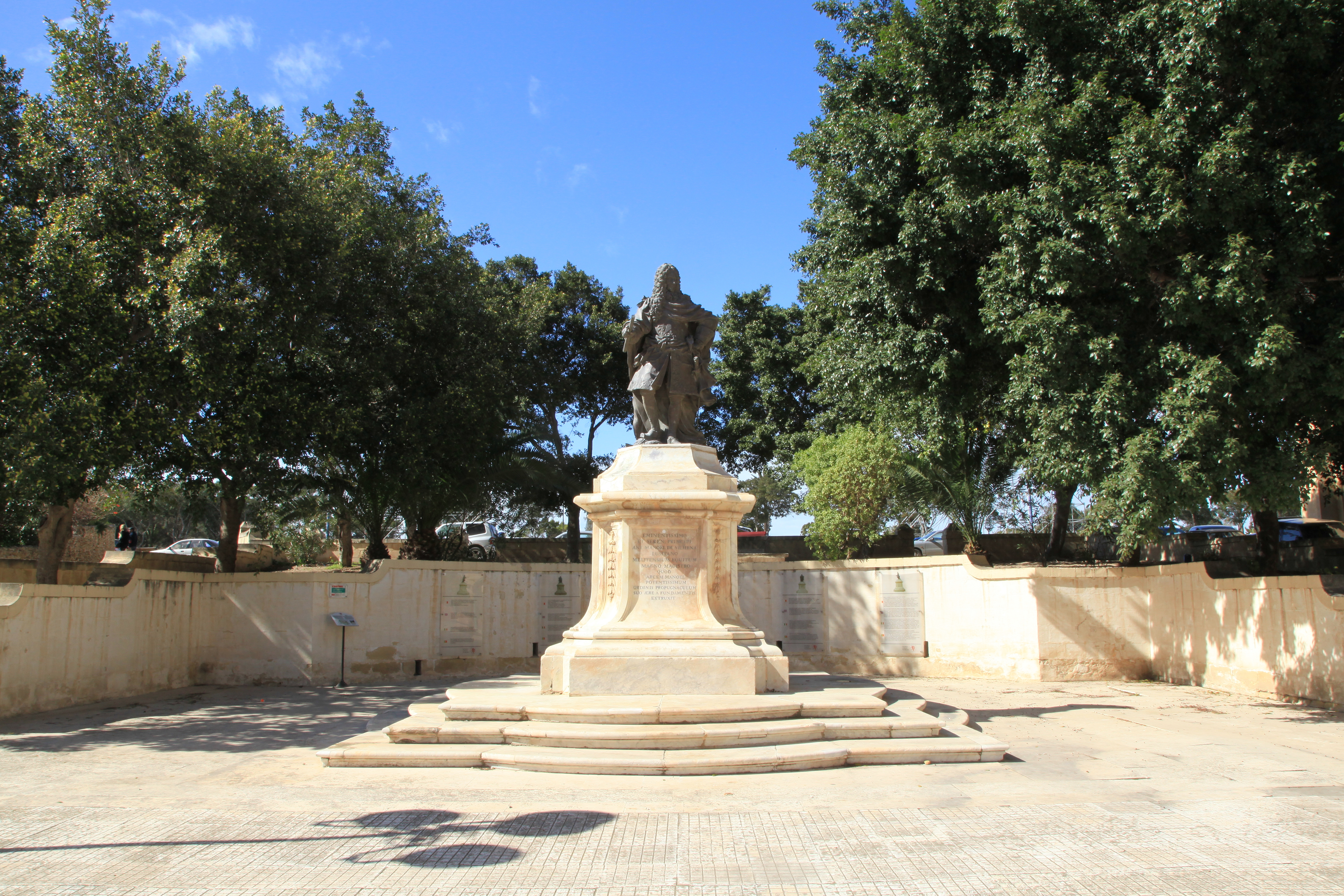
Posąg na cokole w obecnej lokalizacji (2013)

Posąg z brązu jest uważany za arcydzieło rzeźby barokowej i jest przedstawieniem wielkiego mistrza Vilheny naturalnej wielkości w pełnych regaliach. Pokazano go stojącego w majestatycznej pozie, w peruce, ubranego w płaszcz, napierśnik, pelerynę i buty. Posąg jest umieszczony na marmurowym cokole.

## Pomnik w kulturze
Posąg, wraz z fortem Manoel i ówczesnym brytyjskim monarchą Jerzym VI, został przedstawiony w 1938 na znaczku maltańskim o wartości 6d. W 1948 znaczek ten został ponownie wydany z nadrukiem „SELF-GOVERNMENT”, i pozostawał w regularnym użyciu do połowy lat pięćdziesiątych XX wieku.

## Ochrona dziedzictwa kulturowego
W dniu 8 maja 2012 Maltański Urząd ds. Środowiska i Planowania umieścił pomnik na liście zabytków narodowych pierwszej klasy.